# Maboundou Koné
Pour les articles homonymes, voir Koné.
Maboundou Koné (née le 16 mai 1997) est une athlète ivoirienne, spécialiste du sprint. Elle évolue dans le club Stade Français. Représentant la Côte d'Ivoire sur la scène internationale, elle est vice-championne d'Afrique du 100 mètres et 200 mètres  depuis 2024.

## Biographie

### Origine et éducation
Maboundou Koné est née le 16 mai 1997 à Man dans la région du Tonkpi, une ville située à l'ouest de la Côte d'Ivoire. 

### Carrière sportive
Maboundou Koné est détectée par la Fédération ivoirienne d'athlétisme à Yamoussoukro, et intègre le pôle d'entraînement Murielle Ahouré en 2013-2014. Elle dispute les Jeux africains de la jeunesse de 2014 à Gaborone au Botswana où elle termine 6e au classement, les Jeux olympiques de la jeunesse de 2014 à Nankin en Chine, les Championnats d'Afrique de la Zone 2 au Burkina Faso en 2014 (remportant une médaille de bronze) et les Championnats d'Afrique juniors d'athlétisme 2015. En 2018, elle émigre en France.
Elle participe aux Jeux de la solidarité islamique. L'édition 2021 de ces jeux se tient finalement en 2022 à Konya en Turquie (report à la suite de la pandémie de Covid-19). Elle y est double médaillée de bronze, sur 100 mètres et sur 200 mètres.
Elle fait partie du relais 4 x 100 mètres remportant le meeting de Diamond League de Lausanne  en août 2023 avec un temps de 42 s 23,. Le même mois, elle participe aux Jeux de la Francophonie à Kinshasa ; médaillée d'or sur 100 mètres, elle est médaillée d'argent sur 200 mètres avec un nouveaun record personnel de 22 s 53. Elle court ensuite le 200 mètres féminin aux championnats du monde d'athlétisme 2023 à Budapest, se qualifiant pour les demi-finales.
Elle fait partie du relais 4 x 100 mètres ivoirien obtenant une qualification pour les Jeux olympiques d'été de 2024 à Paris, lors des Relais mondiaux 2024 à Nassau en mai 2024. Elle termine deuxième derrière Shericka Jackson sur 200 mètres au Meeting international Mohammed-VI, comptant pour la Ligue de diamant 2024, à Rabat. En juin 2024, elle termine cinquième sur 200 mètres au Bauhaus-Galan de Stockholm
Elle est médaillée d'argent sur 200 mètres et médaillée de bronze sur 100 mètres, aux Championnats d'Afrique d'athlétisme 2024 à Douala.
Maboundou koné est nommée la même année porte-drapeau de la délégation de Côte d'Ivoire aux Jeux olympiques d'été de 2024 à Paris avec le taekwondoïste Cheick Sallah Cissé.
Le 2 août 2024, lors du premier tour de la série 4 de l'épreuve du 100 mètres aux Jeux olympiques d'été, elle réalise sa meilleure performance avec un temps de 11 s 17. Elle termine à la 4e place de cette série, mais ne parvient pas à se qualifier.
Le 4 août 2024, lors du premier tour de la série 6 de l'épreuve de 200 mètres à ces mêmes Jeux, elle réalise sa meilleure saison avec un chrono de 22 s 87. Elle finit à la 4e place de cette série, elle se qualifie pour le tour de repêchage. Au repêchage, elle termine 1re de sa série (série 2) avec un chrono de 22 s 89 et se qualifie pour les demi-finales. Classée cinquième en demi-finale avec un chrono de 22 s 65, elle réalise à nouveau sa meilleure performance de la saison.
Le 8 août 2024, à ces mêmes Jeux, l'équipe féminine ivoirienne de relais 4 x 100 mètres dont elle fait partie est disqualifiée au premier tour due à une infraction de voie.

## Palmarès
| Date | Compétition                     | Lieu         | Résultat     | Épreuve   | Temps   |
| ---- | ------------------------------- | ------------ | ------------ | --------- | ------- |
| 2022 | Championnats d'Afrique          | Saint-Pierre | 4e           | 200 m     | 23 s 62 |
| 2022 | Jeux de la solidarité islamique | Konya        | 3e           | 100 m     | 11 s 13 |
| 2022 | Jeux de la solidarité islamique | Konya        | 3e           | 200 m     | 23 s 12 |
| 2023 | Jeux de la Francophonie         | Kinshasa     | 1re          | 100 m     | 11 s 24 |
| 2023 | Jeux de la Francophonie         | Kinshasa     | 2e           | 200 m     | 22 s 53 |
| 2024 | Championnats d'Afrique          | Douala       | 3e           | 100 m     | 11 s 24 |
| 2024 | Championnats d'Afrique          | Douala       | 2e           | 200 m     | 22 s 99 |
| 2024 | Jeux olympiques                 | Paris        | séries       | 100 m     | 11 s 17 |
| 2024 | Jeux olympiques                 | Paris        | demi-finales | 200 m     | 22 s 65 |
| 2024 | Jeux olympiques                 | Paris        | séries       | 4 x 100 m | DQ      |

## Records
| Épreuve | Temps   | Lieu        | Date            |
| ------- | ------- | ----------- | --------------- |
| 60 m    | 7 s 21  | Albuquerque | 21 janvier 2023 |
| 100 m   | 11 s 17 | Kinshasa    | 31 juillet 2023 |
| 200 m   | 22 s 53 | Kinshasa    | 4 août 2023     |